# Manlio Scopigno
Manlio Scopigno (* 20. November 1925 in Paularo; † 25. September 1993 in Rieti) war ein italienischer Fußballspieler und späterer -trainer. Als Spieler wenig in Erscheinung getreten, führte Scopigno die Mannschaft von US Cagliari im Jahre 1970 zum Gewinn der italienischen Meisterschaft. Neben Cagliari coachte er noch Lanerossi Vicenza in zwei Amtsperioden, den FC Bologna und die AS Rom.

## Spielerkarriere
Manlio Scopigno wurde am 20. November 1925 in Paularo, einer Stadt in der norditalienischen Region Friaul-Julisch Venetien nahe Udine, geboren. Als sein Vater, ein Förster, eine Anstellung im Latium in der Stadt Rieti angeboten bekam, zog Manlio Scopigno als Kind mit seinen Eltern nach Rieti um. Dort begann er auch mit dem Fußballspielen und durchlief zunächst die Jugendabteilungen des örtlichen Vereins, dem FC Rieti. Beim damaligen Drittligisten wurde er als 21-Jähriger im Jahre 1946 in die erste Mannschaft aufgenommen und spielte daraufhin zwei Jahre lang bis 1948 für den Provinzverein Fußball.
Im Sommer 1948 verließ er Rieti und ging nach Salerno in die Region Kampanien. Bei US Salernitana, das soeben aus der Serie A abgestiegen war, kickte Manlio Scopigno drei Jahre lang bis 1951 und machte in dieser Zeit 87 Ligaspiele für Salernitana, in denen dem Verteidiger acht Tore gelangen. Nachdem mit Platz vier in der Serie B 1948/49, Scopignos erster Spielzeit in Salerno, der direkte Wiederaufstieg in die erste Liga nur knapp verpasst wurde, erreichte die Mannschaft der US Salernitana in den beiden Folgejahren stets nur Platzierungen im Mittelfeld der Serie B, die Aufstiegsränge waren in weiter Ferne. Nach Ende der Serie B 1950/51 wechselte Manlio Scopigno zum AC Neapel und spielte in Neapel zwei Jahre in der Serie A Fußball. Allerdings wurde er bei Napoli nur selten eingesetzt und kam somit nur auf sieben Einsätze in zwei Jahren. Dennoch war er am Erreichen des sechsten Tabellenplatzes in der Saison 1951/52 und des vierten Ranges in der Saison 1952/53 beteiligt. Danach beendete er 30-jährig seine aktive Laufbahn als Fußballspieler.

## Trainerkarriere

### Anfänge bei Lanerossi Vicenza
Zur Saison 1961/62 wurde Manlio Scopigno in Nachfolge von Roberto Lerici neuer Trainer bei Lanerossi Vicenza. In seiner ersten Saison als Trainer belegte Scopigno mit Vicenza, das damals aufgrund der finanziellen Unterstützung des Unternehmens Lanerossi zu großen sportlichen Leistungen in der Lage war, den vierzehnten Rang in der Serie A. Besser lief es für die Mannschaft in der darauf folgenden Saison 1962/63, als man nach Ablauf aller Spieltage auf dem siebten Platz rangierte. Unter anderem schaffte Lanerossi Vicenza unter Scopigno in der Spielzeit 1962/63 Siege über Teams wie den AC Florenz, den AC Mailand und den AS Rom. Ähnlich positiv verlief die Saison 1963/64 für Manlio Scopigno und Lanerossi Vicenza. Man wurde in der Serie A am Ende Sechster, was die beste Platzierung von Lanerossi Vicenza in deren Erstligageschichte bis zum damaligen Zeitpunkt darstellte. Mit zwei Zählern Rückstand auf den Fünften Juventus Turin verpasste die Mannschaft Scopignos nur um zwei Punkte die Qualifikation für den Messestädte-Pokal, der Vorgängerwettbewerb des UEFA-Pokals. Manlio Scopignos letzte Saison als verantwortlicher Coach von Lanerossi Vicenza endete mit einem knappen Klassenerhalt. Man brachte es im Endklassement nur auf den zwölften Platz mit zwei Zählern Vorsprung auf den ersten Absteiger CFC Genua.
Nach dem Ende der Spielzeit 1964/65 endete Manlio Scopignos Zeit in Vicenza. Er wurde zur neuen Saison Trainer des FC Bologna, das im Jahre 1964, zwei Jahre vor Scopignos Verpflichtung zum bis heute letzten Mal die italienische Meisterschaft gewonnen hatte. Nach dem Titelgewinn fielen die Leistungen der Bologna-Mannschaft aber rapide ab und man wurde als Titelverteidiger nur Sechster der Serie A 1964/65. Hinzu kam das Erstrundenaus im Europapokal der Landesmeister 1964/65 gegen den belgischen Vertreter RSC Anderlecht. Nach der insgesamt enttäuschend verlaufenen Spielzeit 1964/65 vertraute die Vereinsführung des FC Bologna Erfolgstrainer Fulvio Bernardini nicht mehr und verpflichtete Manlio Scopigno als dessen Nachfolger. Mit Scopigno zeigte sich Bologna wieder erfolgreicher und erreichte in der Serie A 1965/66 die Vizemeisterschaft, vier Punkte hinter Inter Mailand. Trotz dieses Erfolges wechselte der FC Bologna erneut den Trainer und der Argentinier Luis Carniglia wurde neuer Coach. Scopigno wechselte zum aufstrebenden sardischen Verein US Cagliari.

### Il Cagliari di Riva e Scopigno
Im Sommer 1966 beerbte Manlio Scopigno Arturo Silvestri als Trainer beim sardischen Verein US Cagliari. Silvestri, einst als Spieler dreifacher italienischer Meister mit dem AC Mailand, hatte Cagliari zuvor fünf Jahre lang trainiert, bis in die Serie A geführt und dort etabliert. In den ersten beiden Erstligaspielzeiten, noch unter Silvestri, wurde die US Cagliari Sechster und Elfter. Danach ging der Coach zum AC Mailand und wurde durch Manlio Scopigno ersetzt. Dieser erreichte mit dem Cagliari-Team in seiner ersten Saison, der Serie A 1966/67, den sechsten Tabellenrang. Dennoch wurde Scopigno zunächst nicht weiter beschäftigt, neuer Trainer der Mannschaft von US Cagliari wurde Ettore Puricelli. Unter diesem wurde man Neunter, die Ära Puricellis in Cagliari endete jedoch nach Ende der Serie A 1967/68 wieder. Präsident Efisio Corrias holte daraufhin Manlio Scopigno zurück, was die erfolgreichste Periode der Vereinsgeschichte des mittlerweile in Cagliari Calcio umbenannten Vereins einläutete.
Mit Manlio Scopigno als Trainer belegte die US Cagliari in der Serie A 1968/69 den zweiten Platz, die bis dato beste Platzierung in der Erstligahistorie des Vereins. Einzig der Mannschaft vom AC Florenz musste man den Vortritt lassen, der Rückstand auf die Fiorentina betrug vier Punkte. Die darauffolgende Spielzeit 1969/70 bildete den Höhepunkt der Ära Scopigno in Cagliari. Die Mannschaft um Spieler wie etwa Torwartlegende Enrico Albertosi, Mittelfeldregisseur Angelo Domenghini und natürlich Sturmstar Luigi Riva holte die US Cagliari mit vier Zählern Vorsprung auf Inter Mailand zum ersten und bis heute einzigen Mal die italienische Fußballmeisterschaft nach Sardinien. Am zwölften April 1969 bescherte ein 2:0-Erfolg von Cagliari gegen Absteiger AS Bari die Meisterschaft drei Tage vor dem letzten Spieltag. US Cagliari dominierte die Spielzeit 1969/70 sowohl im Angriff als auch in der Abwehr. Mit 42 Saisontreffern, nur ein Tor weniger wie der beste Angriff, der von Juventus Turin und nur elf Gegentoren, den wenigsten der Liga, war das Team in beiderlei Hinsicht führend. Mit Luigi Riva stellte man auch noch den besten Torschützen der Serie A 1969/70, er traf 21 Mal das gegnerische Tor.
Im Europapokal der Landesmeister 1970/71, für den man als italienischer Meister von 1970 qualifiziert war, gelangte das Cagliari-Team bis ins Achtelfinale, wo man mit 2:4 nach Hin- und Rückspiel am spanischen Titelträger Atlético Madrid scheiterte. Zuvor hatte Scopignos Team bereits den damals zur europäischen Elite gehörenden französischen Rekordmeister AS Saint-Étienne aus dem Turnier entfernt. Nach dem nationalen Titelgewinn ging es für Cagliari insgesamt jedoch wieder etwas bergab. Man konnte auch bedingt durch eine Reihe von Verletzungen Gigi Rivas Anfang der Siebziger nicht wieder an die Leistungen der Meistersaison anknüpfen. Manlio Scopigno blieb bis ins Jahr 1972 Trainer von Cagliari und erreichte mit der Mannschaft in der Serie A 1970/71 als Titelverteidiger nur den siebten Rang, ein Jahr später wurde man Vierter. Danach endete Manlio Scopignos Trainerzeit bei Cagliari Calcio. Er führte ein Team mit einer Reihe von talentierten Spielern, deren Klasse aber keineswegs an die Starensembles von Milan, Juventus und Inter heranreichte, zu unvorhergesehenen Leistungen und dem überraschenden Titelgewinn. Im Nachhinein ist bezüglich dieser Epoche der Vereinsgeschichte von Cagliari Calcio aufgrund der hervorstechenden Rollen Luigi Rivas und Trainer Scopignos oft von Il Cagliari di Riva e Scopigno die Rede.

### AS Rom und Rückkehr nach Vicenza
Nach einem Jahr ohne Anstellung wurde Manlio Scopigno von Präsident Gaetano Anzalone als neuer Trainer des Hauptstadtvereins AS Rom eingestellt und trat hierbei die Nachfolge von Antonio Trebiciani an. Doch mit Scopigno als Trainer stellten sich nicht die erhofften Erfolge beim AS Rom ein, der Coach wurde noch vor Jahresende 1973 entlassen und durch Schweden Nils Liedholm abgelöst. Dieser führte die Roma zurück zu alter Stärke und gewann in der Folge mit dem Verein einmal die italienische Meisterschaft und dreimal den italienischen Pokalwettbewerb, die Coppa Italia.
Nach seiner Entlassung in Rom war Manlio Scopigno erneut zwei Jahre ohne Anstellung. Anfang 1975 wurde er in Nachfolge von Ettore Puricelli, den er einst bereits in Cagliari beerbte, Coach des akut abstiegsgefährdeten Erstligisten Lanerossi Vicenza, das er bereits zu Beginn seiner Trainerlaufbahn betreut hatte. Doch auch Scopigno konnte den Abstieg von Lanerossi Vicenza, im Übrigen der Erste seit dem Übernahme durch den Konzern Lanerossi Anfang der Fünfzigerjahre, nicht verhindern. Trotz des Abstieges hielt die Vereinsführung von Lanerossi Vicenza an Manlio Scopigno als Trainer fest, sogar als der Verein auch in der zweiten Liga in Abstiegsgefahr geriet entließ man Scopigno lange Zeit nicht. Erst nach dem zwanzigsten Spieltag der Serie B 1975/76 musste er seinen Stuhl räumen, die Nachfolge trat der Brasilianer Chinesinho an, der den Absturz in die Drittklassigkeit verhinderte.
Der Rausschmiss in Vicenza war für Manlio Scopigno der Abschluss seiner erfolgreichen Trainerkarriere. Er zog sich ins Private zurück. Nachdem er bereits zuvor einen Herzinfarkt erlitten hatte, verstarb Scopigno am 25. September 1993 in seiner Wahlheimat Rieti an einem neuerlichen Infarkt im Alter von 67 Jahren. Nach seinem Tod erhielt das örtliche Stadion von Rieti seinen Namen und heißt seit 2005 Stadio Centro d’Italia – Manlio Scopigno. Außerdem ist die Pressetribüne des Stadio Sant’Elia nach Scopigno benannt. Ein Jugendturnier trägt ebenfalls den Namen des bis heute einzigen Meistertrainers von Cagliari Calcio.

## Erfolge
- Italienischer Meister: 1×

- 1969/70 mit dem US Cagliari

- Italienischer Vizemeister: 2×

- 1965/66 mit dem FC Bologna
- 1968/69 mit dem US Cagliari